# Дукич, Филип
Филип Дукич (серб. Филип Ђукић; род. 6 августа 1999, Видовре, Копенгаген) — черногорский футболист, вратарь клуба «Хорсенс» и сборной Черногории.

## Клубная карьера
Дукич — воспитанник клубов «Росенхой Болклаб» и «Копенгаген». В 2018 году Филип подписал контракт с «Видовре». 7 октября в матче против «Фремад Амагер» он дебютировал в Первой лиге Дании. В 2020 году Дукич перешёл в «Фремад Амагер», но так и не дебютировал за основной состав и вернулся в «Видовре». В 2023 году игрок помог команде выйти в элиту. 21 июля в матче против «Мидтьюлланна» он дебютировал в датской Суперлиге.
В начале 2025 года Дукич перешёл в «Хорсенс». 23 февраля в матче против «Роскильде» он дебютировал за новую команду.

## Карьера в сборной
19 ноября 2023 года в товарищеском матче против сборной Венгрии Лончар дебютировал за сборную Черногории.